# 三花拉拉藤
三花拉拉藤（学名：Galium triflorum）为茜草科拉拉藤属下的一个种。

## 扩展阅读
- 維基物種上的相關：三花拉拉藤